# 페니 아케이드
《페니 아케이드》(Penny Arcade) 및 약칭 PA는 미국의 일러스트레이터 마이크 크라훌릭이 그림 작가로 참여하고, 작가 제리 홀킨스가 글 작가로 참여한 게임 웹코믹으로 비디오 게임 《신》의 로딩 속도를 소재로 한 1998년 연재분을 첫 에피소드로 한다.
주인공 타이코 브라헤(Tycho Brahe)와 조너선 "게이브" 게이브리얼(Jonathan "Gabe" Gabriel)은 두 작가들의 '얼터 에고'로서 등장하며, 타이코는 홀킨스를, 게이브는 크라훌릭을 나타낸다.

## 역사

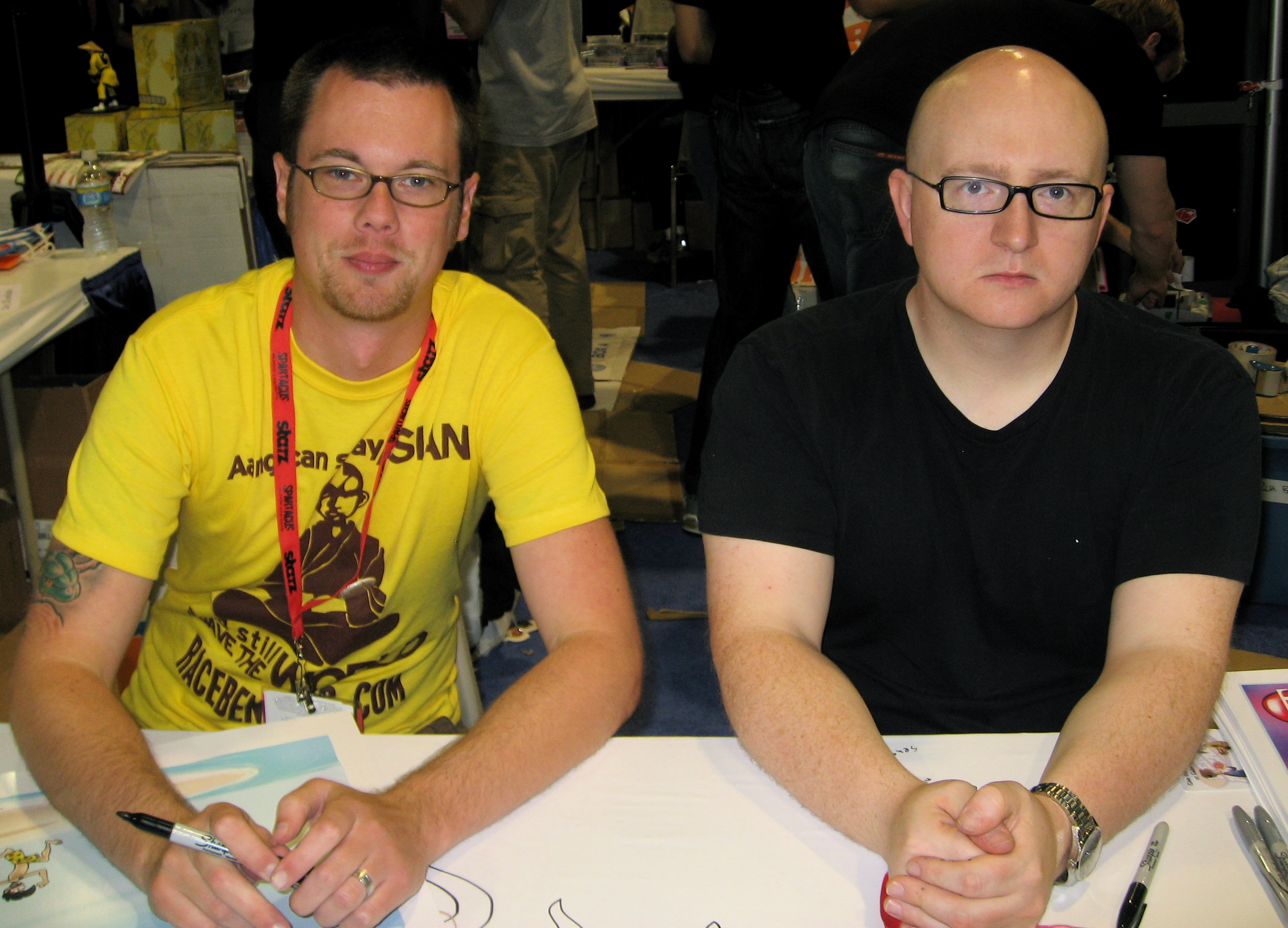
마이크 크라훌릭과 제리 홀킨스.

1998년에 최초로 연재되었으며, 첫 연재분은 비디오 게임 《신》의 로딩 속도를 소재로 한 3컷 만화였다. 당시 작가 콤비인 제리 홀킨스와 마이크 크라훌릭은 비디오 게임을 소재로 한 만화를 《넥스트 제너레이션》에 실리게끔 하려 시도하였지만 해당 잡지가 마이크가 그린 만화가 아닌 다른 만화를 선정한 관계로 이 시도는 자연스럽게 무산되었다. 그러나 두 제작자는 여러가지 다른 연재처에 본 만화를 업로드하였으며 《Loonygames》에서 반응을 얻은 이후, 해당 연재처에서 일시적으로 본 만화를 연재하기도 하였다.
2001년 이전 알 수 없는 연도 12월 말에 게임 웹사이트 게임스파이에 《페니 아케이드의 크리스마스 캐럴》이라는 5부작 장편 만화가 연재되기도 하였다. 2025년 1월 현재, 해당 장편은 게임스파이의 서비스 종료로 인하여 볼 수 없다.

### 게임판
《페니 아케이드 어드벤처: 암흑 속 빗길 미끄러운 절벽에서》및 약어 《페니 아케이드 어드벤처》(Penny Arcade Adventures)는 이 만화를 바탕으로 만들어진 4부작 어드벤처 게임 시리즈이다. 1부와 2부는 2D 일러스트와 3D 그래픽으로 구성되며, 3부와 4부는 픽셀 그래픽으로 그려진다.
타이코, 게이브, 그리고 앤과 찰스와 같은 원작 캐릭터들이 등장하며, 그 외에도 '모이라'(Moira)라는 게임 오리지널 캐릭터도 등장한다.

## 주요 등장인물

조너선 게이브리얼(왼쪽 검은 머리카락을 한 캐릭터)과 타이코 브라헤(오른쪽 갈색 머리카락을 한 캐릭터)

### 타이코 브라헤
타이코 브라헤는 무뚝뚝한 성격의 작가로, 검은색이 섞인 갈색 머리카락과 눈을 가지고 있으며 브레나(Brenna)를 아내로 두고 있다.

### 조너선 게이브리얼
조너선 게이브리얼 및 애칭 게이브는 쾌활하고 감정적인 게이머로 타이코와 찰스의 친구이자, 케러(Kara)의 남편이다.

## 같이 보기
- 페니 아케이드 엑스포 (PAX) - 크라훌릭과 홀킨스가 진행하는 게임 쇼이다.